# Trezzone
Trezzone ist eine norditalienische Gemeinde (comune) in der Lombardei in der Provinz Como. 

## Lage und Einwohner
Die Gemeinde liegt etwa 45 Kilometer nordnordöstlich von der ProvinzhauptstadtComo nahe dem Comer See und hat 239 Einwohner (Stand 31. Dezember 2023). Sie gehört zur Comunità Montana dell'Alto Lario Occidentale. 
Die Nachbargemeinden sind Gera Lario, Montemezzo und Vercana.

### Bevölkerungsentwicklung
- 1809 (vor der Eingliederung mit Gera)

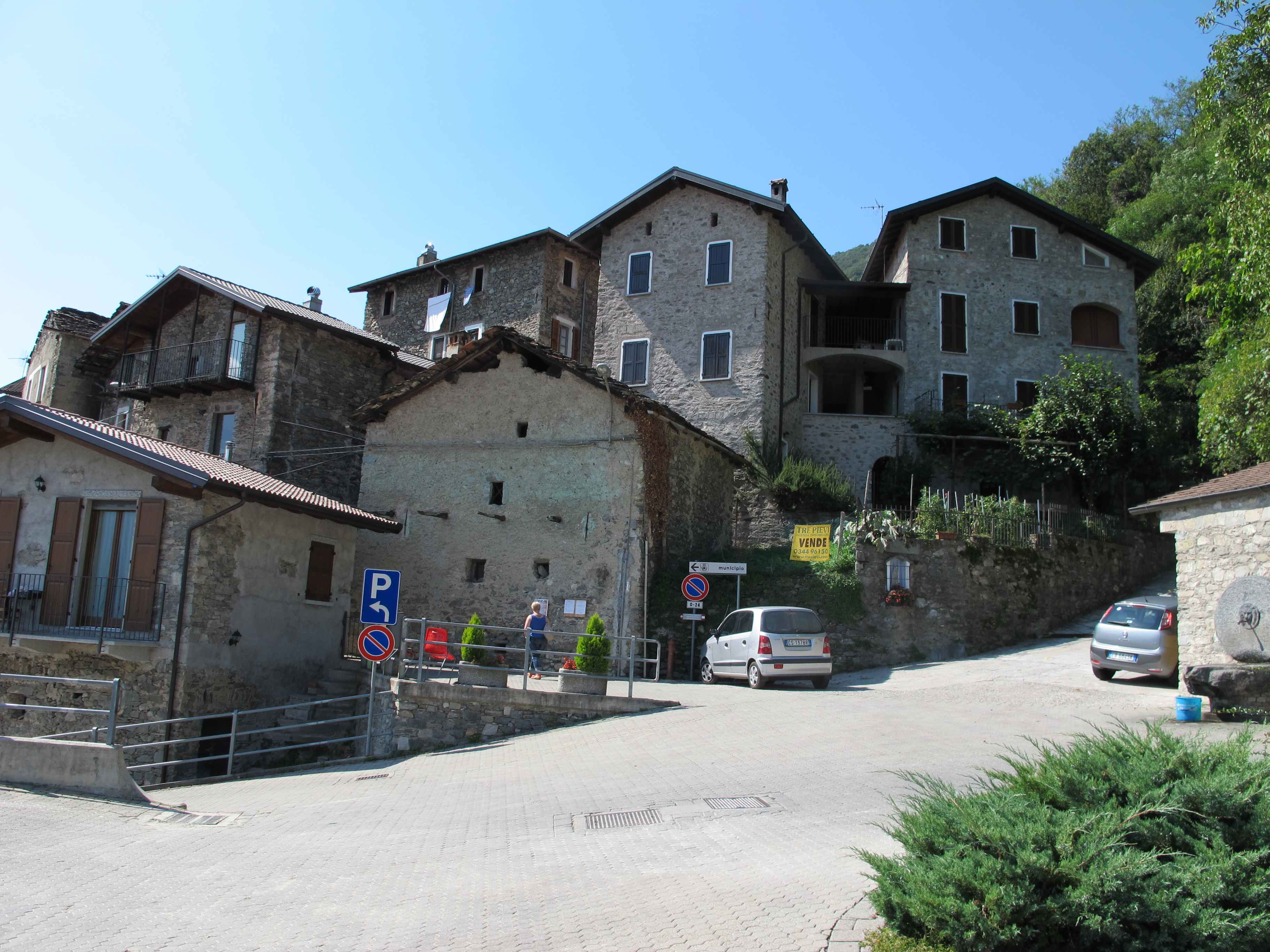
Ortsmitte

## Geschichte
In den Statuten von Como aus dem Jahr 1335 wird unter den Orten, die zur Pfarrei Olonio gehörten, Trezono montis Surici genannt, der Trezzone bis zum 9. November 1456 folgte, als der plebanische Sitz nach Sorico verlegt wurde.
Innerhalb des Herzogtums Mailand verfolgte Trezzone die Geschehnisse der Pfarrei von Sorico, die zusammen mit denen von Dongo und Gravedona die sogenannte Feudo delle Tre Pievi superiori del lago bildete, zunächst von Ludovico il Moro an Lucrezia Crivelli als Bestandteil des Lehens von Nesso (1497) gegeben, dann von Medeghino (1545) belehnt und schließlich an die Familie Gallio (1580) übergeben, die ihre Lehnsrechte bis Mitte des 18. Jahrhunderts ausübte.

## Sehenswürdigkeiten
- Pfarrkirche Santa Maria delle Grazie bereits 1560 erwähnt und 1587 durch den Bischof von Como Gianantonio Volpi zur Pfarrkirche erhoben[2]